# Hệ thống chỉ huy và cảnh báo sớm trên không

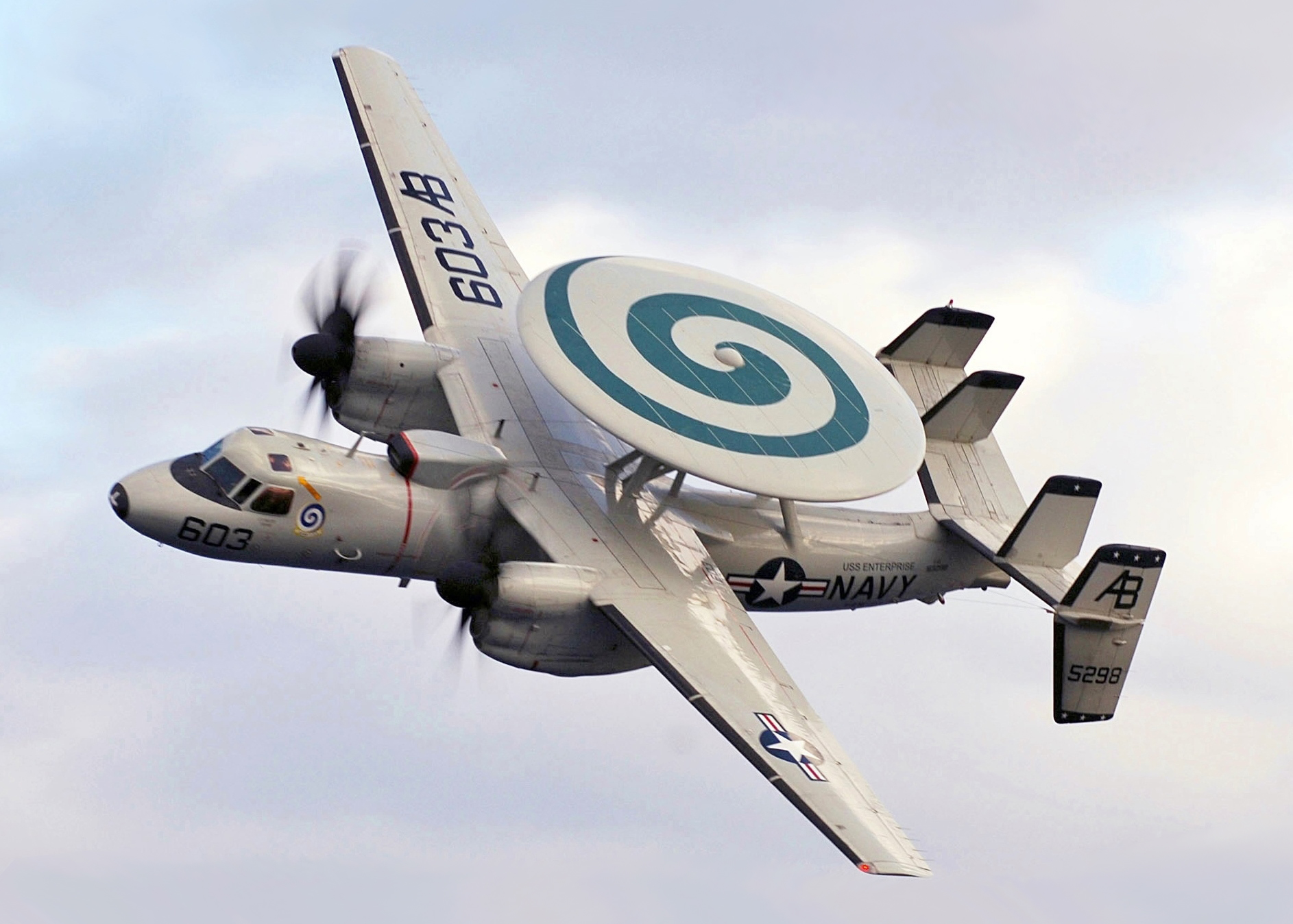
Northrop Grumman E-2 Hawkeye

Hệ thống cảnh báo sớm và kiểm soát trên không (airborne early warning and control, viết tắt: AEW&C) là hệ thống trên không trung bao gồm trạm, máy bay hoặc phương tiện được trang bị radar (radar picket) được thiết kế để phát hiện máy bay, tàu và phương tiện ở tầm xa và thực hiện chỉ huy và kiểm soát không gian chiến đấu trong một cuộc giao chiến trên không bằng cách chỉ đạo máy bay chiến đấu và tấn công. Các đơn vị AEW & C cũng được sử dụng để thực hiện giám sát, bao gồm các mục tiêu trên mặt đất và thường xuyên thực hiện các chức năng C2BM (command and control, battle management: chỉ huy và kiểm soát, quản lý chiến đấu) tương tự như Bộ điều khiển không lưu đưa ra chỉ huy quân sự đối với các lực lượng khác. Khi được sử dụng ở độ cao, radar trên máy bay cho phép người điều khiển phát hiện và theo dõi mục tiêu và phân biệt giữa máy bay thân thiện và máy bay thù địch cách xa hơn so với radar trên mặt đất tương tự. Giống như một radar trên mặt đất, nó có thể bị phát hiện bởi các lực lượng đối phương, nhưng vì tính cơ động của nó, nó ít bị tổn thương hơn khi phản công.
Sự tham gia đầu tiên của thế giới trong lịch sử chiến tranh trên không, với cả hai phe đối lập sử dụng các nền tảng như vậy, là ở Nam Á, trong cuộc giao chiến trên không ngày 27 tháng 2 năm 2019 giữa Ấn Độ và Pakistan, với Ấn Độ sử dụng A-50I Phalcon AWACS và Pakistan sử dụng Saab 2000.

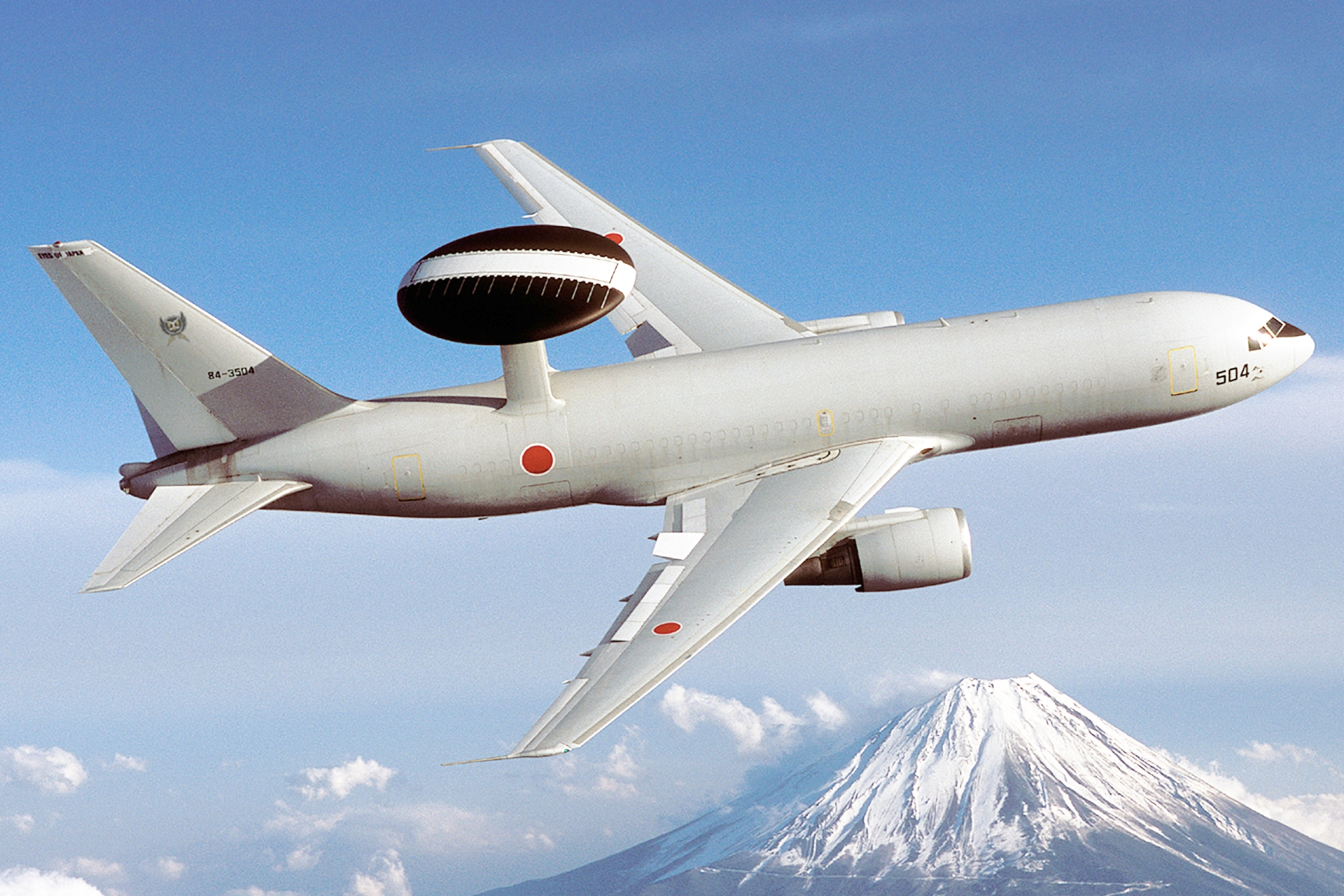
Boeing E-767

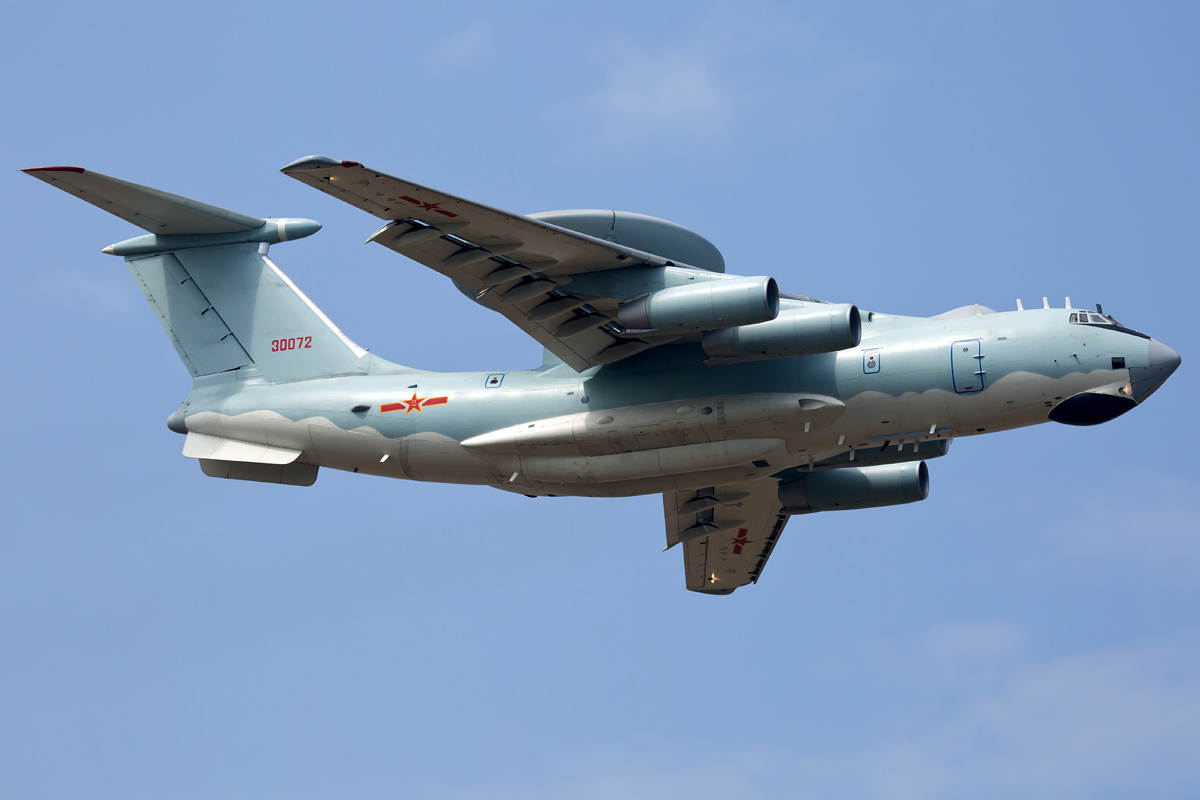
KJ-2000 của Trung Quốc, được phát triển trên khung của máy bay vận tải IL-76 của Nga

Khái niệm Cảnh báo sớm trên không (airborne early warning, AEW) đã được sử dụng cho các máy bay tương tự trước đó, như Fairey Gannet AEW.3 và Lockheed EC-121 Warning Star, và tiếp tục được sử dụng cho Sentry AEW1, trong khi AEW & C (cảnh báo sớm và kiểm soát trên không) nhấn mạnh các khả năng chỉ huy và điều khiển có thể không có trên máy bay radar nhỏ hơn hoặc đơn giản hơn. AWACS (tiếng Anh: Airbone Warning and Control System - Hệ thống điều khiển và cảnh báo trên không) là tên của hệ thống cụ thể được cài đặt trong các máy bay E-3 và Boeing E-767 AEW & C của Nhật Bản, nhưng thường được sử dụng làm từ đồng nghĩa chung cho AEW & C.
Nhìn chung, hệ thống kiểm soát và cảnh báo trên không (AWACS') là hệ thống rada được thiết kế, lắp đặt trên máy bay. AWACS có nhiệm vụ chính là phát hiện và cảnh báo các máy bay của đối phương, chỉ huy và phối hợp tác chiến giữa các máy bay chiến đấu.
Các máy bay AWACS hiện đại có khả năng phát hiện máy bay từ khoảng cách 400 km - 650 km, có thể bao quát một khu vực rộng tới 300.000 km2.
Mỹ có các loại máy bay AWACS như: E-2 Hawkeye của Hải quân, E-3 Sentry của Không quân. E-2D có vận tốc 650 km/h và tầm bay 2.700 km có thể kiểm soát phi đội chiến đấu với 40 mục tiêu cùng lúc, khả năng phát hiện máy bay ở cự ly đến 640 km. E-3 Sentry tốc độ tối đa 855 km/h, tầm bay 7.400 km, khả năng phát hiện mục tiêu đến 650 km. Một chiếc E-2D Hawkeye giá 170 triệu USD, E-3 Sentry giá 270 triệu USD.
Nga có máy bay AWACS A-50 Mainstay có khả năng theo dõi 50 mục tiêu cùng lúc ở cự ly 230 km, phát hiện mục tiêu ở cự ly 400 km, kiểm soát phi đội chiến đấu với 10 máy bay.
Trung Quốc có AWACS KJ-2000 được phát triển trên khung của máy bay vận tải IL-76 của Nga. KJ-2000 có khả năng theo dõi 60 mục tiêu cùng lúc với cự ly 400 km, kiểm soát phi đội chiến đấu với 10-15 máy bay.